# Private Eyes (série télévisée)
Private Eyes ou Détectives privés au Québec est une série télévisée canadienne en soixante épisodes de 42 minutes créée par Tim Kilby et Shelley Eriksen, diffusée entre le 26 mai 2016 et le 26 août 2021 sur le réseau Global. Elle est aussi diffusée aux États-Unis depuis le 11 février 2018 sur Ion Television.
En France, la série est diffusée depuis le 17 mai 2017 sur TF1 et au Québec, depuis le 30 août 2017 sur Séries+. Elle est inédite dans les autres pays francophones.
En mars 2025, Global commande une série dérivée, Private Eyes West Coast, où Jason Priestley et Cindy Sampson reprennent leurs rôles respectifs et qui se déroulera à Victoria (Colombie-Britannique).

## Synopsis
Matt Shade est un ancien joueur de hockey devenu agent de joueurs. Lorsqu'un de ses jeunes prospects tombe sur la glace, il veut mener l'enquête pour trouver le responsable. Il s'adjoint donc les services d'Angie Everett, une détective privée. Après cette première enquête, Shade réussira à convaincre Angie de l'engager dans son agence. Ensemble, ils sont appelés à mener diverses enquêtes, concernant notamment des meurtres, des vols et des disparitions.

## Distribution

### Acteurs principaux
- Jason Priestley (VF : Luq Hamet) : Matt Shade, ancien joueur de hockey devenu détective privé
- Cindy Sampson (VF : Vanessa Van-Geneugden) : Angie Everett, détective privée partenaire de Shade
- Barry Flatman (de) (VF : Michel Elias) : Don Shade, le père de Matt
- Jordyn Negri (VF : Chloé Renaud) : Juliet « Jules » Shade, la fille de Matt et Becca
- Samantha Wan (en) (VF : Diane Kristanek) : Zoe Chow (depuis la saison 2)

### Acteurs récurrents
- Ennis Esmer (VF : Julien Sibre) : inspecteur Kurtis Mazhari
- Jonny Gray (en) (VF : Jonathan Gimbord) : Liam Benson
- Clé Bennett (VF : Emmanuel Gradi) : inspecteur Derek Nolan
- Nicole de Boer (VF : Marine Jolivet) : Becca D'Orsay
- Bree Williamson (en) : Melanie Parker (saison 2)
- Mark Ghanimé : Dr Ken Graham (saison 2)

### Invités
- Jayne Eastwood (VF : Cathy Cerda) : Melissa (saison 1, épisode 3)
- Mimi Kuzyk (VF : Josiane Pinson) : Nora Everett, la mère d'Angie (saison 1, épisodes 3 et 10)
- Nicholas Campbell : Frank Garrison (saison 1, épisode 4)
- Paul Popowich : Jeremy (saison 1, épisode 6)
- Adam Copeland (VF : Jean-Marc Charrier) : Ben Fisk (saison 1, épisode 8)
- James Hinchcliffe : lui-même[7] (saison 2, épisode 1)
- Anthony Lemke : Jack Sugar[7] (saison 2, épisode 2)
- Jeanne Beker (en)[7] (saison 2, épisode 4)
- Stephan Caras : lui-même[7] (saison 2, épisode 4)
- William Shatner : Norm Glinski, détective privé[7] (saison 2, épisode 6)
- Sangita Patel (en) : reporter[7] (saison 2, épisode 6)
- Erica Durance : Lauren Campbell (saison 3, épisode 12 & saison 4, épisode 1)

- Kandyse McClure : Jada Berry[8] (saison 5)
- Brett Donahue : Tex Clarkson[8] (saison 5)
- Sagine Semajuste : Laila Maxton[8] (saison 5)
- Enrico Colantoni : Chief George Cutler[8] (saison 5)
- Royal Wood (en) (compositeur)[8] (saison 5)
- Lucy Flawless (drag queen)[8] (saison 5)

- Version française
  - Société de doublage : TVS[9],[10]
  - Direction artistique : Catherine Le Lann[9],[10]
  - Adaptation des dialogues : Lionel Deschoux et Lila Chir[10]

 Source et légende : version française (VF) sur RS Doublage et Doublage Séries Database

## Production

### Développement
La production a débuté à la mi-octobre 2015 sous le titre The Code.
Le 23 août 2016, la série est renouvelée pour une deuxième saison composée de dix-huit épisodes. La production a repris en novembre 2016. Jason Priestley réalisera quelques épisodes.
Le 21 septembre 2017, la série a été renouvelée pour une troisième saison de douze épisodes.
Le 30 mai 2019, la série a été renouvelée pour une quatrième saison de douze épisodes, prévue pour l'automne 2020.
Le 23 juin 2020, la série a été renouvelée pour une cinquième saison.

### Tournage
Le tournage de la quatrième saison a débuté en juillet 2019, et celui de la cinquième saison en octobre 2020.

### Diffusions
En version originale
- Canada : depuis le 26 mai 2016 sur le réseau Global ;
- États-Unis : depuis le 11 février 2018 sur Ion Television.

En version française
- France : (première diffusion) depuis le 17 mai 2017 sur TF1 ; (rediffusions) dès le 13 janvier 2019 sur Série Club, 7 juillet 2019 sur TF1 Séries Films ;
- Québec : depuis le 30 août 2017 sur Séries+ ;
- Belgique et Suisse : inédite.

## Épisodes

### Première saison (2016)
Composée de dix épisodes, elle a été diffusée du 26 mai 2016 au 28 juillet 2016 sur Global, au Canada.
1. Partenaires particuliers (The Code)
2. Meurtre au menu (Mise En Place)
3. À la poursuite de diamant noir (The Money Shot)
4. L'auteur était presque parfait (The Devil's Playground)
5. Fugue en rap mineur (The Six)
6. Voleur d'identité (Partners in Crime)
7. Fausses notes (Karaoke Confidential)
8. Plutôt deux fois qu'une (I Do, I Do)
9. Levée de rideau (Disappearing Act)
10. Bijou de famille (Family Jewels)

### Deuxième saison (2017-2018)
Découpée en deux parties de neuf épisodes chacun, elle est diffusée du 25 mai au 20 juillet 2017, puis du 27 mai au 29 juillet 2018 sur Global, au Canada.
1. Une course contre la montre (The Extra Mile)
2. Yin et Yang (Boardwalk Empire)
3. Les Huit d'Ellard (The Frame Job)
4. Un crime sur mesure (Fashion Crimes)
5. La Revenante (Now You See Her…)
6. La Vilaine Nancy (The P.I. Code)
7. Entre le docteur et l'enclume (Between a Doc and a Hard Place)
8. Six pieds sous mystère (Six Feet Blunder)
9. Le Sens du devoir (The Good Soldier)
10. Envoyer au tapis (Kissing the Canvas)
11. Longue vie au roi ! (Long Live the King)
12. Escapade meurtrière (Getaway with Murder)
13. Une course à se remémorer (A Fare to Remember)
14. Sauver Leroy ! (Finding Leroy)
15. Le Faucon de Bedford (The Hills Have Eyes)
16. Harcèlement (Look Who's Talking)
17. Mise en bière (Brew the Right Thing)
18. L'Ombre d'un doute (Shadow of a Doubt)

### Troisième saison (2019)
Composée de douze épisodes, elle a été diffusée du 29 mai au 7 août 2019 sur Global, au Canada.
1. Arrête-moi si tu peux (Catch Me If You Can)
2. Photo compromettante (Full Court Press)
3. Ligne de vie (Cut and Run)
4. Bikers sur la sellette (The Life of Riley)
5. Winston 45 (The Grape Deception)
6. Une nuit interminable (So You Think You Can Kill!)
7. Danse avec les esprits (She Slices, He Dices)
8. La Malédiction des Conroy (The Conroy Curse)
9. La Main de fer (It Happened One Fight)
10. Tex et Thérapie (Tex Therapy)
11. Plongée en eaux troubles (Aye, Aye, Tonya)
12. Le Rêve au chocolat (Glazed and Confused)

### Quatrième saison (2020-2021)
Composée de douze épisodes, elle est diffusée depuis le 2 novembre 2020 au 4 février 2021 sur Global, au Canada.
1. Complot de famille (Family Plot)
2. Tout le monde nous ment (Gumbo for Hire)
3. Angie a disparu (The P.I. Vanishes)
4. La vérité est ailleurs (The Proof is Out)
5. Les Roses de la mort (All's Fair in Love and Amor)
6. L'Art de voler (Tappa Kegga Daily)
7. Sous pression (Under Par-essure)
8. Fenêtre sur crime (Blueprint for Murder)
9. L'heure tourne (A Star Is Torn)
10. Le Club des secrets (Smoke Gets in Your Eyes)
11. Avis de tempête (The Perfect Storm)
12. Un avenir parfait (Midway to Murder)

### Cinquième saison (2021)
Cette dernière saison de huit épisodes est diffusée depuis le 7 juillet 2021.
1. Mystère à l'hôpital (In the Arms of Morpheus)
2. Mortelles retrouvailles (School's Out for Murder)
3. Docteur Love (Dead Air)
4. Jamais sans ma voiture (Gone in 60 Minutes)
5. Comme dans un roman policier (Murder They Wrote)
6. Le Trésor de Billy the kid (Angie Get Your Gun)
7. Ma maison essaie de me tuer (Smart Home Alone)
8. Un crime dans la nuit (Queen's Gambit)

## Accueil
Au Canada
Le pilote a été regardé par 1,44 million de téléspectateurs. Les épisodes suivants sont alors en baisse, notamment le huitième qui atteint 860 000 téléspectateurs, avant de remonter un peu.